# Else Koffka
Else Koffka  (* 22. Juni 1901 in Wronke; † 18. Februar 1994 in Hannover) war eine deutsche Juristin und Richterin am 5. Strafsenat des Bundesgerichtshofes in Berlin.:187

## Leben
Else Koffka wurde 1901 in der Preußischen Provinz Posen geboren, wo ihr Vater Otto Koffka als Gerichtsassessor eine Hilfsrichterstelle bekleidete. Aus dessen Ehe mit Carla Koffka geborene Franke gingen drei Töchter und zwei Söhne hervor, von denen drei studierten. Else war die zweitälteste. Otto Koffka wurde im Juli 1906 nach Berlin versetzt, wo er zuletzt die Stelle eines Landgerichtsdirektors besetzte.:187
Zunächst besuchte Else in Berlin für mehrere Jahre die Privatschule des Fräulein Keyenberg, wechselte aber schließlich an das städtische Dorotheen-Lyzeum und 1914 an die erste städtische Studienanstalt, ein Institut mit realgymnasialer Ausrichtung. Dort legte sie am 25. Februar 1920 auch ihr Abitur ab, begann jedoch nicht sogleich mit einem Studium, sondern blieb für ein halbes Jahr zur Unterstützung ihrer Eltern zu Hause. Zum Wintersemester 1920/1921 immatrikulierte sie sich dann an der Rechts- und staatswissenschaftlichen Fakultät der Humboldt-Universität zu Berlin, die sie lediglich unterbrochen von einem einsemestrigen Aufenthalt an der Universität Tübingen (Sommersemester 1922), bis zum Sommersemester 1923 besuchte. Während ihrer Berliner Studienzeit blieb sie weiterhin im Elternhaus wohnen. Nachdem sie am 13. Februar 1924 ihr Referendarexamen mit der Gesamtnote „gut“ abgelegt hatte, trat sie zum 10. März 1924 zu ihrem Vorbereitungsdienst in das Berliner Kammergericht ein, zugleich übernahm sie am kriminalistischen Seminar ihrer Universität eine Stelle (Katalogisierung der Bibliothek). Im August desselben Jahres bat Else Koffka dann um die Zulassung zur Promotion bei dem Rechtswissenschaftler Martin Wolff. Sie war damit eine der ersten Frauen, die an der juristischen Fakultät der Humboldt-Universität promovierte (26. Mai 1925 Dr. jur. utriusque mit „cum laude“). Bis zu ihrem Assessorexamen, das sie am 31. Mai 1928 ebenfalls mit der Note „gut“ ablegte, war sie an der Seite der Professoren Eduard Kohlrausch, James Goldschmidt und W. H. Karl Klee (* 1. März 1876 in Berlin) wiederum eine der ersten Frauen, die eine Fakultätsassistentenstelle an einer Universität in Deutschland einnahm. In der Folge ließ sie sich bis Mai 1929 vom Dienst freistellen, um im Sommersemester 1928 einen Lehrauftrag für Strafrecht an der Universität Rostock anzunehmen, mit dem Ziel einer späteren Habilitation.:187 Durch diesen Lehrauftrag wurde sie zur ersten deutschen Dozentin für Strafrecht, die einen juristischen Lehrauftrag ohne vorausgegangene Habilitation erhielt.:187 f Mit dem Ende ihres Lehrauftrags kehrte Koffka im Juni 1929 an das Kammergericht zurück, wo sie mit besoldeten und unbesoldeten Hilfsrichteraufträgen betraut wurde. Laut ihren Zeugnissen war sie weit über dem Durchschnitt befähigt, kenntnisreich, lebhaft, rasch sprechend und namentlich auch „schwierige Fälle meisternd“. Sie gehörte zuletzt bis zum Herbst 1934 der 6. Zivilkammer des noch nicht vereinigten Landgerichts Berlin an, wo sie mit der Bearbeitung von Rechtsstreitigkeiten befasst war, bei denen die Deutsche Reichsbahn Kläger oder Beklagte war.:188
Auf Antrag der juristischen Fakultät der Humboldt-Universität an das Preußische Kultusministerium waren für das Sommersemester 1931 mehrere bereits im Berufsleben stehende Juristen mit der Abhaltung praktischer Übungen beauftragt worden. Else Koffka war dabei die erste Frau, die seit Bestehen der Fakultät mit einem befristeten Lehrauftrag für eine Strafrechtsübung betraut wurde. Mit 99 Studierenden begleitete sie dabei die höchste Zahl, ihre fünf männlichen Kollegen kamen auf 31 bis 85 Studenten. Auch im Wintersemester 1931 unterrichtete sie, ihre Absicht zu habilitieren musste sie jedoch auf Grund der sich ab 1933 veränderten politischen Verhältnisse aufgeben. Im Frühjahr 1935 – angeblich aus gesundheitlichen Gründen – schied Else Koffka aus dem Justizdienst aus. Tatsächlich hatte das Rasseamt durch Denunziation eines Verwandten festgestellt, dass die Protestantin Koffka einen jüdischen Großvater hatte. Durch ihr freiwilliges Ausscheiden – einer Entlassung hätte sie wohl nicht entkommen können – war ihr zumindest möglich ihren Bruder, den Rechtsanwalt Otto Koffka, zu schützen. Sie erhielt jedoch in der Folge keine weitere Anstellung und verdingte sich bei geringer Bezahlung in der Kanzlei des Bruders als Hilfsarbeiterin. Mit Beginn des Zweiten Weltkriegs erhielt sie im September 1939 durch das Entgegenkommen eines Kollegen und gegen den ausdrücklichen Wunsch des Kammergerichts die Bestellung als Rechtsanwaltsvertreterin für ihren unmittelbar zum Kriegsdienst eingezogenen Bruder. Wegen ihrer „angeblich nicht arischen Abstammung und ihrer Eigenschaft als Frau“ blieb Else Koffka eine Zulassung als Rechtsanwältin jedoch verwehrt.:188 Während ihr Bruder aus dem Krieg nicht zurückkehrte, übernahm sie 1941 noch die Position der Geschäftsführerin der Sulfitspiritus-GmbH, einem Zusammenschluss aller Zellstofffabriken, die Sulfitspiritus herstellten. Entscheidungen von politischer Tragweite traf dort jedoch ausschließlich der Vorstand.:188 f
Zwei Jahre nach Ende des Zweiten Weltkriegs wurde Else Koffka erst vorläufig und schließlich im Juni 1947, zugleich mit ihrer Bestallung als Notarin, als Rechtsanwältin in Berlin zugelassen. Im Unterschied zu der Mehrzahl der weiteren Berliner Anwälte wurde sie jedoch auf Grund ihrer Benachteiligung während des Dritten Reichs (nicht-arische Abstammung) nicht nach 1946 zur Behebung des Richtermangels zeitweise in ein Richteramt berufen. Auf Anforderung Eugen Schiffers betätigte sich Koffka von November 1947 bis Juli 1948 zudem als Referentin in der Ausbildungsabteilung der Deutschen Zentralverwaltung der Justiz in der Sowjetischen Besatzungszone. Die von ihr verfassten Unterrichtsbriefe waren Teil der Ausbildung der Referendare und Volksrichter. Weiter war sie Lehrbeauftragte an der Humboldt-Universität für Bürgerliches Recht und Zivilprozessrecht. Aus der ostdeutschen Justizverwaltung schied sie dann aber aus politischen und gesundheitlichen Gründen aus, ehe sie nach einer halbjährigen Genesungszeit die eigene Rechtsanwaltskanzlei mangels Kunden und in Anbetracht der Wirtschaftslage aufgab und in den Westen übersiedelte. Sie bewarb sich bei der westdeutschen Justizverwaltung und erhielt eine Anstellung als Richterin im Kammergerichtsbezirk Berlin. Ihre Ernennung zur Landgerichtsrätin folgte im November 1949, ehe sie mit dem 2. Januar 1952 als Bundesrichterin an den 5. Strafsenat in Berlin berufen wurde. Zum 30. September 1967 trat sie aus dieser Stellung in den Ruhestand.:189
Else Koffka gehörte seit den frühen 1920er Jahren zahlreichen Standesorganisationen und Verbänden an, darunter von 1921 bis zu seiner Auflösung 1936 dem Deutschen Akademischen Frauenbund und von 1921 bis zu dessen bereits 1933 erfolgten Auflösung dem Deutschen Juristinnen-Verein, weiter der Juristischen Gesellschaft Berlin, ab 1924 dem Deutschen Juristentag und ab 1925 der Internationalen Kriminalistischen Vereinigung. Im Deutschen Akademikerinnenbund, dessen Vorstand sie nach dem Krieg lange Jahre angehörte, verschrieb sie sich der Beratung von Jungakademikerinnen und Studentinnen. Sie war Mitglied des Deutschen Juristinnenbundes (seit 1961) und aktiv im Deutschen Frauenbund, den sie unter anderem in Sachen Ehescheidungsrecht und § 218 StGB beriet. Dem Kuratorium des Vereins Viktoria Studienhaus gehörte sie ebenfalls an.:189

## Schriften
- Zur Lehre vom Urheberrecht am Film. (=Dissertation, Universität Berlin), Ebering, Berlin 1925.
- mit Georg Bodenstein, Otto Koffka: Kommentar zum Luftverkehrsgesetz und Warschauer Abkommen. (1. Abkommen zur Vereinheitlichung des Luftprivatrechts) nebst den wichtigsten Nebenbestimmungen; Verlag für Sozialpolitik, Wirtschaft und Statistik, Berlin 1937.
- mit Eduard Kohlrausch (Hrsg.): Neue Rechtskartei für Berlin und Brandenburg. (Enthält sämtliche Rechtsvorschriften der Alliierten, des Magistrats Berlin und ddr Provinzialverwaltung Brandenburg), de Gruyter, Berlin 1946–1948 (Loseblattsammlung)
- mit Paul Bockelmann: Empfiehlt es sich, dass der Gesetzgeber die Fragen der ärztlichen Aufklärungspflicht regelt? (Referat sowie Diskussionsbeiträge und Beschluss), Mohr, Tübingen 1964.

sowie von 1926 bis 1932 verschiedene Aufsätze in der Zeitschrift für Strafrechtswissenschaft.